# Thermococcaceae
Famille
Genres de rang inférieur
- Palaeococcus
- Pyrococcus
- Thermococcus

Les Thermococcaceae sont une famille d'archées de l'ordre des Thermococcales.